# Crunk
Crunk är en undergenre till hiphop-musiken. Crunken har sitt ursprung i den amerikanska södern och uppkom under 1990-talet men blev mainstream först under 2000-talet.

## Lista över Crunk-artister
- Lil Jon & The East Side Boyz
- Lil Scrappy
- Chyna Whyte
- Bohagon
- Trillville
- Crime Mob
- Oobie
- BHI
- Paul Wall
- Mike Jones
- Rasheeda
- Ciara
- Petey Pablo
- Dem Franchize Boys
- D4L
- Bone Crusher
- David Banner
- Pastor Troy
- YoungBloodZ
- Young Buck
- Ying Yang Twins
- Pitbull
- Eightball & MJG
- Lil Wyte
- Three 6 Mafia
- Crunchy Black
- Filthy Rich
- Juicy J
- Prophet Entertainment
- YoungBloodZ